# القلعة (سمغورة)
القلعة هو دُوَّار يقع بجماعة سيدي غانم، إقليم الصويرة، جهة مراكش آسفي في المملكة المغربية. ينتمي الدوّار لمشيخة سمغورة التي تضم 4 دواوير. يقدر عدد سكانه بـ 579 نسمة حسب الإحصاء الرسمي للسكان والسكنى لسنة 2004.

## روابط خارجية
- البوابة الوطنية للجماعات الترابية
- المندوبية السامية للتخطيط